# Sara Hjort Ditlevsen
Sara Hjort Ditlevsen (født 23. maj 1988) er en dansk skuespillerinde. Hun fik sit gennembrud i rollen som Katrin i tv-serien Forestillinger. I 2013 modtog hun bodilprisen for bedste kvindelige hovedrolle for sin medvirken i Undskyld jeg forstyrrer.

## Liv og karriere
Sara Hjorts mor er skolelærer, og faren er fysiker. Hun har to søskende, Amalie og Lea. Sara boede sammen med sin familie i et bofællesskab, til hun var 15 år. Efter gymnasiet flyttede hun til Berlin i et år. Herefter flyttede hun til Vesterbro i København.

## Filmografi

### Film
| År   | Titel                         | Rolle        | Noter    |
| ---- | ----------------------------- | ------------ | -------- |
| 2009 | Vanvittig forelsket           | Sofie        |          |
| 2010 | Kvinden der drømte om en mand | Receptionist |          |
| 2012 | Undskyld jeg forstyrrer       | Helene       |          |
| 2012 | Talenttyven                   | Lina         |          |
| 2013 | Borgman                       | Stine        |          |
| 2013 | 2 piger 1 kage                | Julie        |          |
| 2015 | Heaven                        | Victoria     | Kortfilm |
| 2015 | Al Medina                     | Sarah        |          |
| 2018 | Comic Sans                    | Sofie        |          |

### Tv-serier
| År        | Titel           | Rolle           | Noter    |
| --------- | --------------- | --------------- | -------- |
| 2007      | Forestillinger  | Katrin          |          |
| 2009      | Kristian        | Julie           | Afsnit 1 |
| 2012–2020 | Rita            | Molly Madsen    |          |
| 2017–2019 | Perfekte Steder | Rose            |          |
| 2017      | Gidseltagningen | Louise Falck    |          |
| 2018      | Advokaten       | Therese Waldman |          |
| 2022      | Dag og Nat      | Tine            |          |

## Hædersbevisninger
- Bodilprisen for bedste kvindelige hovedrolle for Undskyld jeg forstyrrer, 2013[1]